# Lio Maggiore
Lio Maggiore (ufficialmente Valle di Lio Maggiore, Lido Mazor [ˈli.o maˈzoɾ] in dialetto veneziano) è una frazione del comune italiano di Jesolo, nella città metropolitana di Venezia.
Si trova alla fine di una stretta lingua di terra che, iniziando poco più a nord di Jesolo paese, si protende verso sud-ovest tra le paludi della Laguna di Venezia. Oggi pressoché disabitata, in passato ha ospitato un importante centro compreso nel Ducato di Venezia.

## Storia
Non è facile individuare il sito preciso in cui sorgeva l'antica Lio Maggiore, soprattutto a causa dei mutamenti geologici cui è da sempre stata soggetta la Laguna Veneta. Jacopo Filiasi, pur ammettendo queste difficoltà, ritenne che essa dovesse sorgere presso una spiaggia del lido di Equilio (il litorale del Cavallino) che si estendeva dall'attuale Treporti sino alla bocca di porto detta Pordelio ("porto di Lio") e, in seguito al suo interramento, Portosecco.
Sempre stando al Filiasi, Lio Maggiore fu fondata, al pari degli altri centri lagunari, dagli abitanti dell'entroterra - altinati o forse feltrini - fuggiti dalle invasioni barbariche. Si dice contasse sette pregevoli chiese, delle quali almeno tre erano parrocchiali, ovvero San Nicolò (la principale), Sant'Antonio e San Pietro.
Le documentazioni antiche testimoniano come gli abitanti di Lio Maggiore fossero piuttosto battaglieri e si scontrassero spesso con i centri vicini. Nel XII secolo scoppiò una violenta lite con il vescovo di Equilio per i diritti di pesca sulla palude di Nugolo. Poco dopo esplose un conflitto con i Torcellani per analoghi motivi, risolto solo grazie all'intervento del doge.
L'importanza che Lio Maggiore assunse durante il medioevo è comprovata dall'insediamento di podestà veneziani con giurisdizione anche su Lio Piccolo, su Equilio e sul lido del Pineto. Se la cronaca attribuita a Pietro Giustinian fissa al 1270 l'arrivo del primo podestà di Lio Maggiore, le testimonianze documentarie dimostrano che il governatore era già presente almeno dal 1241. Pur riconoscendo gli statuti veneziani, il centro poteva godere anche di una certa autonomia legislativa, della quale tuttavia restano solo poche testimonianze.
Già due secoli dopo la località si trovava in piena decadenza. Il 30 ottobre 1424 il Senato concedeva al podestà di tornare in patria, benché non fosse stato nominato un successore, dal momento che a Lio Maggiore abitavano appena cinque o sei famiglie. Poco dopo, il 17 febbraio 1425, il Maggior Consiglio confermava la precedente decisione affidando al podestà di Torcello l'amministrazione locale.
Nel 1443 ancora il Senato ordinava che fosse rimossa una preziosa pala d'argento dalla cadente chiesa di San Nicolò perché non fosse trafugata. Un'altra legge del 1455 permetteva agli abitanti di Torcello di demolire il palazzo pretorio, già da tempo in rovina, per ricavarne materiale edile. Ancora nel 1552, come riferisce Cristoforo Sabbadino, resistevano numerosi resti della città, fra i quali spiccava un altissimo campanile.